# Michael Porter
Pour les articles homonymes, voir Michael Porter Jr. et Porter.
Michael Porter, né le 23 mai 1947 à Ann Arbor (Michigan), est chercheur et professeur américain de stratégie d'entreprise à l'université Harvard, ainsi qu'un consultant d'entreprise.

## Introduction
Michael Eugene Porter est célèbre pour son analyse de la façon dont une entreprise peut obtenir un avantage concurrentiel (ou avantage compétitif) en maîtrisant mieux que ses concurrents les forces qui structurent son environnement concurrentiel. Cette maîtrise des forces de la concurrence s'illustre par le déploiement d'une chaîne de valeur qui caractérise le modèle économique de l'entreprise. Porter a également formalisé, sur le plan théorique, la notion de pôle de compétence géographique, au point que le terme porte son nom en anglais : Porter's clusters.
Michael Porter a ensuite participé à la fondation du cabinet de conseil en stratégie Monitor Group, racheté en 2013 par Deloitte.

## Carrière et pensée
Michael Porter a commencé par des études d'ingénieur (ce qui est souvent le cas avec les premiers théoriciens de la stratégie d'entreprise, voir Bruce Henderson). Il manifestait un intérêt prononcé pour les sports compétitifs. Il a ensuite intégré le MBA de Harvard, où lui a été enseignée la philosophie holistique et multidimensionnelle de la business policy ("politique de l'entreprise"). Il poursuit ensuite par un Ph.D en business economics ("économie de l'entreprise"). L'un des cours qu'il a pris portait sur l'organisation industrielle. C'était le domaine de l'économie que l'on peut le plus facilement relier à la stratégie d'entreprise, car il consistait en l'étude des situations de concurrence imparfaite. En concurrence parfaite, le postulat à partir duquel la théorie économique s'est largement développée, les choix qui s'offrent aux acheteurs et aux vendeurs créent un potentiel équilibre autour d'un prix spécifique. Par définition, une concurrence parfaite ne permettait aucun cadre, pour une unité individuelle, pour pouvoir élaborer une stratégie originale et victorieuse. La plus imparfaite des concurrences serait un complet monopole où un seul fournisseur pourrait fixer le prix, ce qui ne laisserait pas non plus beaucoup de place pour la stratégie. En revanche, en situation d'oligopole, le manager aurait des possibilités stratégiques, car il n'est pas complètement contraint par le marché, mais il est affecté par les manœuvres de ses concurrents. Le manager en situation d'oligopole doit être stratégique, parce qu'il doit anticiper ces "mouvements adverses". Il n'y a aucune loi qui gouverne cette situation, ce qui faisait dire à l'économiste Herbert Simon que l'oligopole est "le scandale permanent et insoluble de la théorie économique" ("the permanent and ineradicable scandal of economic theory").
Pour les économistes néoclassiques, la question se posait de savoir pourquoi certains marchés déviaient des modèles standard de la concurrence parfaite. Les profits devraient être plus que suffisants pour motiver une entreprise, mais certaines industries étaient profitables à l’extrême. Cela, à cause d'un manque de pression concurrentielle, ce qui était favorisé par des "barrières à l'entrée" - la difficulté rencontrée par tout entrepreneur qui cherche à entrer sur un marché et s'y maintenir. L'objet des approches économiques libérales à l'organisation industrielle était de trouver des moyens de réduire ces barrières pour rendre le marché plus compétitif. Avec son bagage académique de business school, Michael Porter a alors vu une occasion de prendre la théorie par le bout inverse. Il a préféré adopter le point de vue d'une entreprise au sein d'une industrie et d'un marché, plutôt que d'étudier l'industrie dans son ensemble. Au lieu de se demander comment le système pourrait être rendu plus compétitif, il s'est demandé comment une unité au sein du système pouvait exploiter et même intensifier des éléments anti-concurrentiels pour obtenir un avantage stratégique.
En définissant la stratégie d'entreprise, tout comme Igor Ansoff, par "l'adaptation d'une entreprise à son environnement", Michael Porter a élaboré un cadre pour aider les entreprises à examiner leur situation concurrentielle. Il s'agissait toujours de fournir un guide de processus délibératif aux grandes entreprises, mais Porter, dans sa pensée était plus ambitieux que Kenneth R. Andrews, plus pointilleux que Igor Ansoff, et moins convenu que Bruce Henderson,. Porter a identifié deux problèmes-clés. Le premier était la concentration des vendeurs (quel pourcentage du marché était contrôlé par les quatre plus grosses entreprises) et le deuxième, les barrières à l'entrée. Il en ressortait alors, selon Porter, un "cadre de cinq forces" ("five forces framework") pour analyser une industrie, appelées aujourd'hui les Cinq forces de Porter. La présentation était méthodique et rigoureuse, offrant des principes simples et quelques tactiques spécifiques sur la façon de maintenir et améliorer une position concurrentielle. Aux critiques qui relevaient que son analyse était trop statique, Porter a répliqué que les cinq forces avaient toutes besoin d'être surveillées justement parce qu'elles changeaient.
Pour Porter, la stratégie d'entreprise était toujours une question de positionnement. Le "menu" de stratégies disponibles était restreint, et le choix dépendait surtout, selon lui, de la nature de l'environnement concurrentiel, avec pour objectif de trouver une position qui puisse être défendue contre les concurrents existants et ceux qui tenteraient d'entrer sur le marché. Porter a avancé trois stratégies génériques : rester le leader du marché en gardant les coûts bas ; vendre un produit qui est suffisamment distinct des autres pour qu'il ne puisse pas être concurrencé par d'autres produits d'entreprises concurrentes (différenciation), et identifier une part spécifique du marché où il n'y aurait que peu de concurrents (spécialisation / segmentation). Il considérait qu'il était important de choisir une de ces stratégies, de s'y tenir, et de ne jamais rester "coincé au milieu", car ce serait presque "une garantie de faible profit". Comme la meilleure position était censée être extrêmement rentable, elle fournirait par la suite des ressources pour améliorer encore plus sa position. La clé était de trouver et d'exploiter les imperfections dans le marché. Dans les termes du modèle SWOT, il s'agissait de répondre aux opportunités et aux menaces, plutôt qu'aux forces et aux faiblesses. Porter avait peu d'intérêt pour l'organisation interne et la mise en œuvre effective d'une stratégie.
Les méthodes de Porter pouvaient être critiquées pour leur nature déductive. Il pouvait aligner de nombreux exemples de tactiques utilisées par des entreprises recherchant la différenciation de leurs produits, ou levant des barrières à l'entrée, mais c'était là des illustrations de propositions dérivées de sa théorie. Certaines de ses affirmations centrales à propos des stratégies génériques et de l'avantage maximal à gagner en se concentrant sur sa position dans le marché, plutôt que sur l'efficacité opérationnelle, manquaient de preuves, voire semblaient s'opposer à l'évidence. Comme tous les théoriciens qui pensaient structurellement, il avait tendance à supposer que la structure avait "une forte influence sur la détermination des règles concurrentielles du jeu  tout comme les stratégies potentiellement disponibles à l'entreprise". En pratique, le système était moins rigide et prévisible que l'assumait la théorie de Porter, et davantage susceptible d'être transformée par des entreprises vraiment imaginatives.
Un des aspects les plus frappants de l'approche de Porter résidait dans ses implications politiques. Ce n'était pas quelque-chose qu'il a évoqué explicitement, mais comme le remarque l'universitaire canadien Henry Mintzberg, "Si le profit réside vraiment dans le pouvoir de marché, alors il y a clairement plus que des moyens économiques pour le générer."  Porter a pratiquement fait le lien entre position concurrentielle et aide du gouvernement lorsqu'il a remarqué de quelle façon les gouvernements peuvent "limiter ou même interdire l'accès à l'industrie avec des moyens de contrôle comme des exigences de licences et des limites de l'accès aux matières premières". L'arène-clé ici évoquée était celle affectée par la législation antitrust américaine. Porter était bien conscient des enjeux, observant comment les entreprises sous restrictions de la législation antitrust pouvaient se sentir incapables de répondre aux concurrents tentant s'emparer d'une petite part du marché, ou comment les grandes entreprises pouvaient user de poursuites antitrust pour harceler les petits concurrents. Il a mis en garde ses lecteurs à ce sujet dans son second ouvrage, Competitive Advantage, observant comment ces poursuites pouvaient mettre les concurrents sous pression financière. Il y a aussi discuté de dans quelle mesure les barrières à l'entrée pourraient être élevées plus haut que ce qui advient naturellement, avec des méthodes comme : former des accords exclusifs avec des magasins pour geler ses concurrents, s'arranger avec les fournisseurs, et même travailler en coalition avec d'autres entreprises installées. Un certain nombre de ces activités, observait-il, étaient réprouvées par la loi antitrust, et avaient été l'objet de poursuites qui ont réussi. Porter insistait qu'il soutenait la législation antitrust, et il faut noter qu'il y avait un certain degré de flou autour de cette législation à propos de la sévérité avec laquelle elle devait être appliquée à tout moment, et cela dépendait souvent des circonstances économiques. Ce degré d'incertain était un problème majeur pour le stratégiste, étant donné que ce qui peut apparaître comme un comportement acceptable à un moment donné, pouvait devenir inacceptable à un autre moment.
Au milieu des années 1980, Porter a conseillé la National Football League (NFL) alors qu'elle était en concurrence avec la United States Football League (USFL). Il a caractérisé ce conflit comme une "guérilla" et a suggéré des stratégies agressives à la NFL, comme convaincre des sociétés de diffusion de rompre leur contrat avec la USFL, acheter les meilleurs joueurs de la USFL tout en encourageant les plus mauvais joueurs de la NFL à passer de l'autre côté, et à récupérer les propriétaires les plus puissants de la USFL tout en poussant à la faillite les équipes les plus faibles de la USFL. Ces conseils furent utilisés comme éléments de preuve quand la USFL a réclamé des dommages et intérêts à la NFL pour ses pratiques anti-concurrentielles. Finalement, il fut jugé que la NFL avait enfreint la loi, bien que seules des indemnisations dérisoires furent octroyées à la USFL. L'assistant de Porter reconnu que les questions légales n'avaient pas été considérées lorsque Porter avait vendu ses conseils ; la ligne de défense de la NFL était qu'elle avait ignoré ces conseils.

## Le modèle des cinq forces

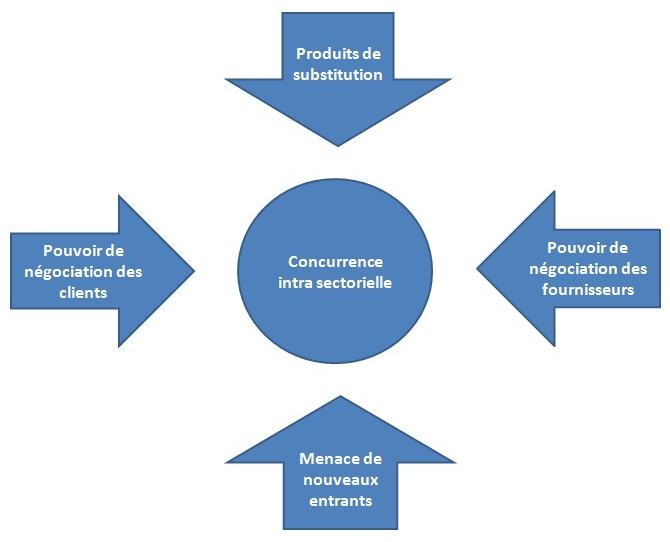
Les cinq forces de Porter

L'un des principaux apports théoriques de Porter consiste en une modélisation de l'environnement concurrentiel de l'entreprise sous la forme de cinq facteurs, dits forces de Porter, qui influent sur le partage des profits au sein d'une industrie (ou d'un secteur) :
- l'intensité de la rivalité entre les concurrents intrasectorielle ;
- le pouvoir de négociation des clients ;
- le pouvoir de négociation des fournisseurs ;
- la menace d'entrants potentiels sur le marché ;
- la menace des produits de substitution ;

Certains auteurs (notamment en Europe) ajoutent une sixième force : l'influence des pouvoirs publics. Porter lui-même évoque dans des écrits plus récents une autre force : les compléments (par exemple les éditeurs de logiciel pour l'industrie des micro-ordinateurs : ce ne sont ni des fournisseurs, ni des clients, mais bien des compléments).

## Les grandes stratégies génériques compétitives de base des DAS
Michael Porter traite ce sujet dans Stratégies Compétitives, c'est le chapitre 2 : Stratégies compétitives génériques ; et dans L'avantage concurrentiel, c'est le chapitre : Les grandes stratégies (concurrentielles) de base (p. 22-40)

## La grille de segmentation marketing des secteurs d'activité
C'est l'objet du chapitre « Segmentation des secteurs d'activité et avantage compétitif » de L'Avantage concurrentiel, p. 281-326.

## La chaîne de valeur

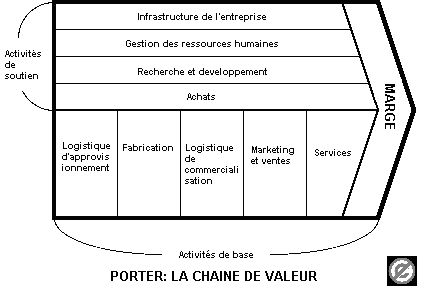
La chaîne de valeur

## L'hypothèse dite de Porter
Michael Porter est également l'auteur de l'hypothèse qui porte son nom, l'hypothèse de Porter, selon laquelle une réglementation environnementale stricte, mais bien pensée, peut engendrer des bénéfices pour les entreprises qui y sont soumises, ces bénéfices dépassant souvent les coûts supportés par les pollueurs pour se conformer à la réglementation, augmentant ainsi leurs profits.

## L'innovation, source d'avantages compétitifs
- "Les entreprises acquièrent des avantages concurrentiels grâce à l'innovation. Elles abordent l'innovation dans son sens le plus large incluant à la fois des technologies nouvelles et des méthodes novatrices".

Companies achieve competitive advantage through acts of innovation. They approach innovation in its broadest sense, including both new technologies and new ways of doing things. They perceive a new basis for competing or find better means for competing in old ways. Innovation can be manifested in a new product design, a new production process, a new marketing approach, or a new way of conducting training. Much innovation is mundane and incremental, depending more on a cumulation of small insights and advances than on a single, major technological breakthrough. It often involves ideas that are not even “new”—ideas that have been around, but never vigorously pursued. It always involves investments in skill and knowledge, as well as in physical assets and brand reputations.
Michael Porter, 1990, « The Competitive Advantage of Nations », HBR, March-April, p. 75.